# Leila Ben Youssef
Leila Maryam Ben Youssef (in arabo ليلى مريم بن يوسف‎?; Sidney, 13 novembre 1981) è un'ex astista tunisina con cittadinanza statunitense.

## Biografia
Nata in Montana, Ben Youssef ha praticato il salto con l'asta dall'età di 14 anni e proseguito nella carriera atletica all'Università di Stanford con il cui team ha gareggiato ai campionati NCAA e vinto il titolo statunitense juniores nel 1999.
Terminato il periodo universitario, Ben Youssef, figlia di padre tunisino e madre francese, ha optato di rivestire internazionalmente i colori della terra paterna, a partire dal 2007. Ha esordito nei circuiti regionali nello stesso anno con due medaglie d'oro ai Giochi panafricani in Algeria e ai Giochi panarabi in Egitto. L'anno seguente oltre ad aver vinto ai Campionati africani in Etiopia, Ben Youssef si è qualificata ai Giochi olimpici di Pechino 2008, fermandosi nelle qualificazioni.

Dopo aver stabilito il record nazionale e il record africano del salto con l'asta, Ben Youssef si è ritirata dalle competizioni sportive nel 2010 per proseguire i suoi studi in medicina presso la Montana State University.

## Palmarès
| Anno                            | Manifestazione      | Sede        | Evento           | Risultato | Prestazione | Note |
| ------------------------------- | ------------------- | ----------- | ---------------- | --------- | ----------- | ---- |
| In rappresentanza della Tunisia |                     |             |                  |           |             |      |
| 2007                            | Giochi panafricani  | Algeri      | Salto con l'asta | Oro       | 3,85 m      |      |
| 2007                            | Giochi panarabi     | Il Cairo    | Salto con l'asta | Oro       | 3,80 m      |      |
| 2008                            | Campionati africani | Addis Abeba | Salto con l'asta | Oro       | 4,00 m      |      |
| 2008                            | Giochi olimpici     | Pechino     | Salto con l'asta | 32ª (q)   | 4,00 m      |      |